# Ildefons Cerdà i Sunyer
Ildefons Cerdà i Sunyer (pron. catalana: [ildəˈfons səɾˈða i suˈɲe]; Centelles, 23 dicembre 1815 – Las Caldas Besaya, 21 agosto 1876) è stato un urbanista e ingegnere spagnolo.

## Biografia
Ildefons Cerdà i Sunyer (in catalano) o Ildefonso Cerdá Suñer (in spagnolo) nacque il 23 dicembre 1815 presso il Mas Cerdá de la Garga, una residenza appartenente al patrimonio immobiliare familiare dal XIV secolo, a Centella, Osona, nei pressi di Barcellona, in Catalogna. Quarto di sei figli, Ildefons sin dalla più tenera età ha potuto beneficiare di un clima familiare assai vivace: i Cerdà, pur essendo di umili origini rurali, erano infatti particolarmente attivi dal punto di vista commerciale soprattutto con una certa clientela americana che non ha mancato di stimolare l'apertura mentale e la fede nel progresso del giovane Ildefons.

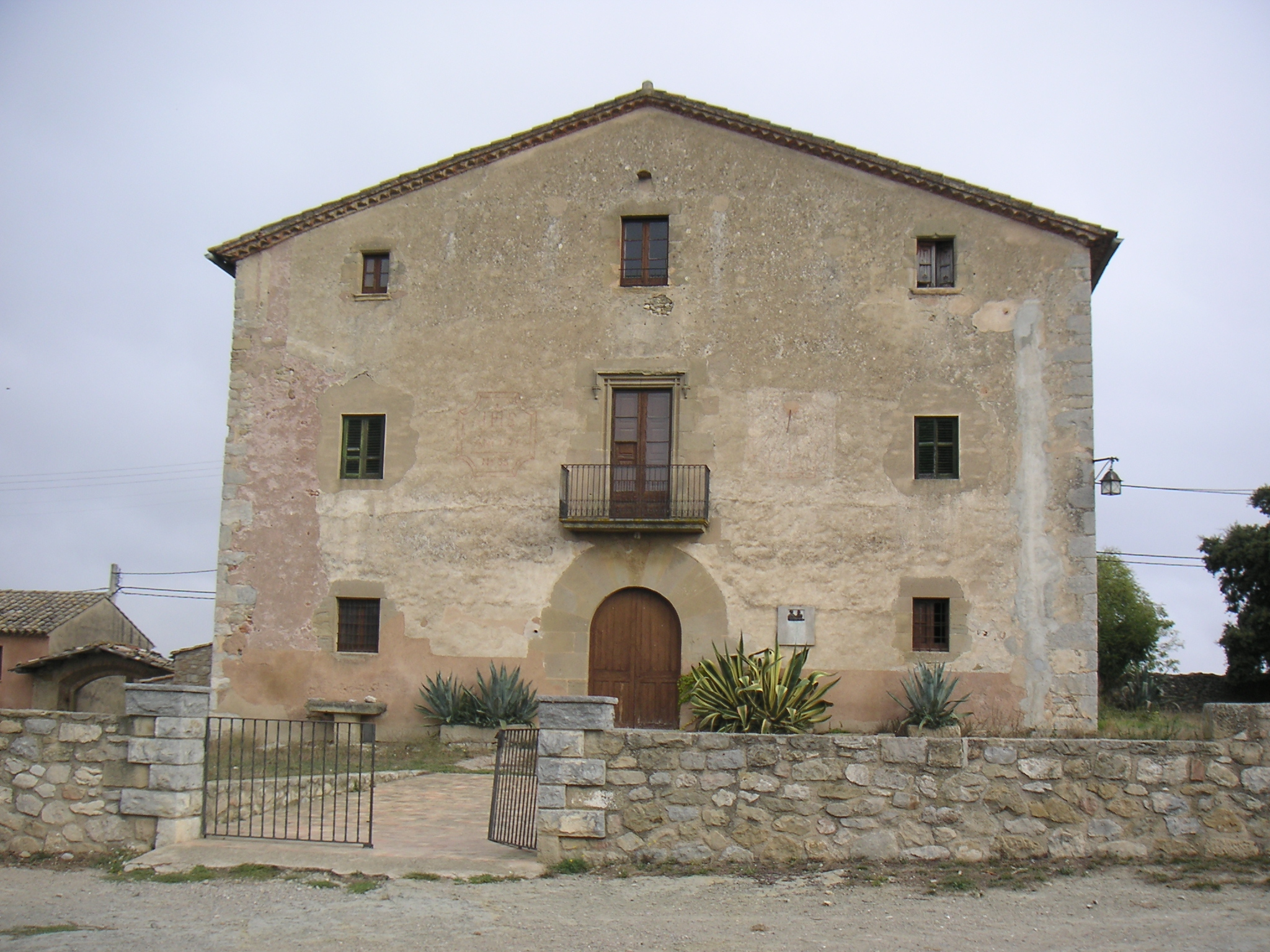
Il Mas Cerdá de la Garga, casa natale di Ildefons Cerdà

Indirizzato dal padre alla carriera ecclesiastica, il giovane Cerdà studiò latino e filosofia al seminario di Vich, città in cui la sua famiglia, di tradizione liberale, si rifugiò durante la guerra degli Agraviados nel 1827. Insoddisfatto da questa scelta Cerdà nel 1832 abbandonò gli studi teologici e si trasferì a Barcellona, città dove scoprì l'interesse per la vita urbana e dove iniziò presso la scuola Llotja gli studi di matematica ed architettura. Successivamente giudicò l'insegnamento della scuola di architettura ormai superato e nel settembre del 1851, ancora prima di diplomarsi, si trasferì a Madrid per iscriversi alla scuola di Ingegneria. Qui si diplomò nel 1841, a venticinque anni, nonostante i vari attriti sorti con il padre e la totale mancanza di supporti economici.
Tra il 1841 e il 1848 Cerdà, maturata anche una sicura consapevolezza politica, prese attivamente parte alla progettazione delle grandi infrastrutture di diverse parti della nazione; contemporaneamente si interrogò sul degrado della città ed iniziò le sue ricerche per risolverne i problemi crescenti così che nel 1850 scelse definitivamente di dedicarsi all'urbanistica poiché utile all'uomo. A Barcellona, nel 1854, dopo la demolizione delle mura e il primo sciopero generale si dedicò alla comprensione del fenomeno sociale attraverso la redazione di un grande rapporto statistico di cui terrà conto quando nel 1857 presentò una prima proposta del piano urbanistico, preceduto dalla realizzazione del piano topografico commissionatogli dal governo centrale. Nonostante alcune aspre frizioni con la popolazione locale, che vedeva in tale piano null'altro che un'imposizione coercitiva proveniente dai pubblici poteri, il piano di Cerdà per Barcellona fu approvato e reso attuativo con decreto regio.
Seppur completamente assorto nei suoi studi urbanistici, sfociati nella redazione dell'importante saggio Teoria general de la urbanización [Teoria generale dell'urbanizzazione], pubblicato nel 1867, e nella stesura del piano di riforma interna per Madrid, Cerdà non mancò di interessarsi anche a vicende di natura amorosa: al 1848 risalgono le nozze con Magdalena Clotilde Bosch Calmell, con cui generò quattro figli (Pepita, Sol, Rosita e Clotilde). Frattanto, in seguito alla ricezione di un importante patrimonio ereditario da parte del padre e dei fratelli Ramon e Josep, Cerdà abbandonò la carriera urbanistica e, durante il breve periodo repubblicano, riprese l'attività politica: questa scelta, tuttavia, gli fu particolarmente nefasta, in quanto con la restaurazione della monarchia egli divenne rovinato e diffamato. Ormai anziano, il 21 agosto 1876 Cerdà morì presso Las Caldas Besaya, una piccola città cantabrica affacciata sulla costa atlantica.

## Pensiero

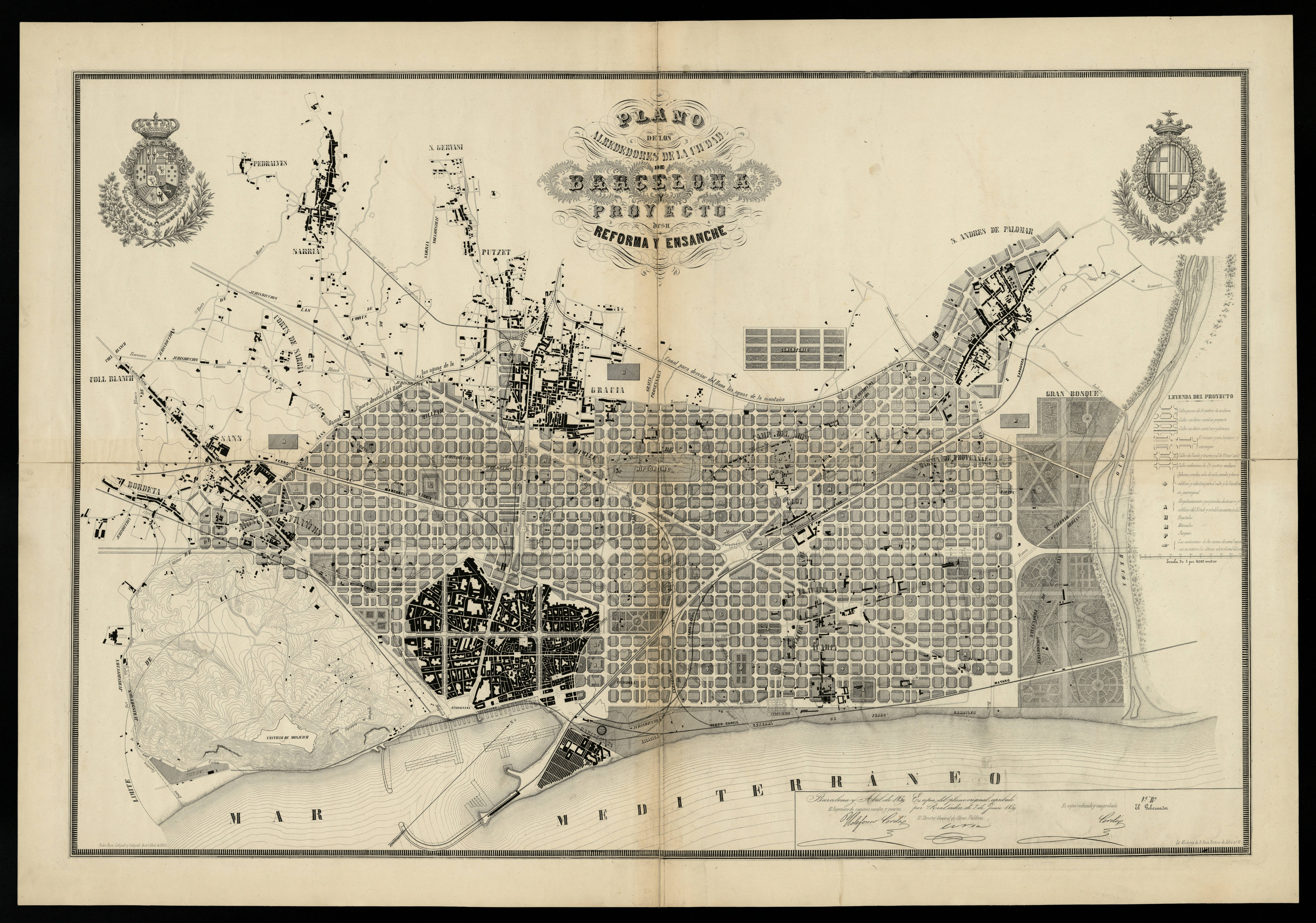
Piano di ampliamento di Barcellona: si noti la lampante contrapposizione tra il costruito estremamente densificato della città vecchia, visibile in basso a sinistra, e i grandi lotti quadrati pensati da Cerdà

Cerdà è considerato tra i padri della disciplina urbanistica: cercando un approccio il più possibile oggettivo egli considera la città come frutto dell'opera, perseverante e continua, di diverse generazioni che nei secoli hanno adattato il paesaggio urbano alle proprie esigenze. Partendo da queste considerazioni l'uomo di oggi dovrebbe liberarsi degli ostacoli dati dagli elementi prodotti dalle precedenti generazioni per costruirsi una città a misura delle mutate esigenze di vita. Per Cerdà l'urbanizzazione obbedisce a precise regole e risponde a un fine altamente umanitario: per essa la forma è niente, più importanti sono la soddisfazione adeguata dei bisogni umani. Due sono i principali bisogni dell'uomo di cui tener conto nell'urbanizzazione: il bisogno della libertà individuale e della dipendenza familiare e il bisogno di socializzare e di interagire con il mondo esterno, con la natura e con la società.
Questi due bisogni essenziali sono espressi dall'uomo nello spazio di sosta-riposo e nello spazio di circolazione-movimento che quindi si possono tradurre nella casa e nelle strade. Detti elementi devono rispettare improrogabilmente i bisogni espressi precedentemente. Grande importanza viene così data alla strada, la cui funzione non è solo quella di agevolare la circolazione pedonale e veicolare, ma soprattutto di permettere l'accesso alle case e di favorire la luce e l'aria necessari. Altrettanto importante è la casa, la cui dimensione e natura deve assolvere alle proprie funzioni di indipendenza e salubrità e non può essere dettata dalla speculazione edilizia. Un ulteriore punto sul quale Cerdà pone particolare attenzione sta che nella pianificazione la forma da preferire è il quadrilatero poiché è nello stesso tempo la più naturale e quella che permette il maggiore sfruttamento del suolo. Di seguito si riporta uno stralcio della sua opera Teoría general de la urbanización:
L'urbe, considerata come un'appendice del grande sistema stradale universale non è niente di più che una specie di luogo di sosta più o meno esteso, più o meno complesso, più o meno importante, secondo il numero di industrie, di depositi e di abitazioni che la compongono. Così ogni urbe possiede sempre una o più strade che la collegano alla grande rete stradale che attraversa il nostro globo»
Il passo summenzionato rivela, in un certo senso, perché Cerdà è da molti considerato il primo «urbanista» della storia: nel porsi il problema di come riorganizzare la viabilità e gli alloggi nella nascente era industriale, infatti, egli ha analizzato con estremo rigore i fenomeni urbani, giungendo a formulazioni teoriche dal notevole spessore. Speciale menzione merita il seguente passo appartenente alla Teoría general de la urbanización, nel quale Cerdà - dopo aver delineato le modalità di nascita dei primi centri urbani - giunge alla definizione del concetto di «urbe», inteso come aggregato di abitazioni che, indipendentemente dalle sue dimensioni, riesce a fornire condizioni favorevoli alla vita sociale e all'aiuto reciproco.
(Ildefons Cerdà)

## Il Plan Cerdà

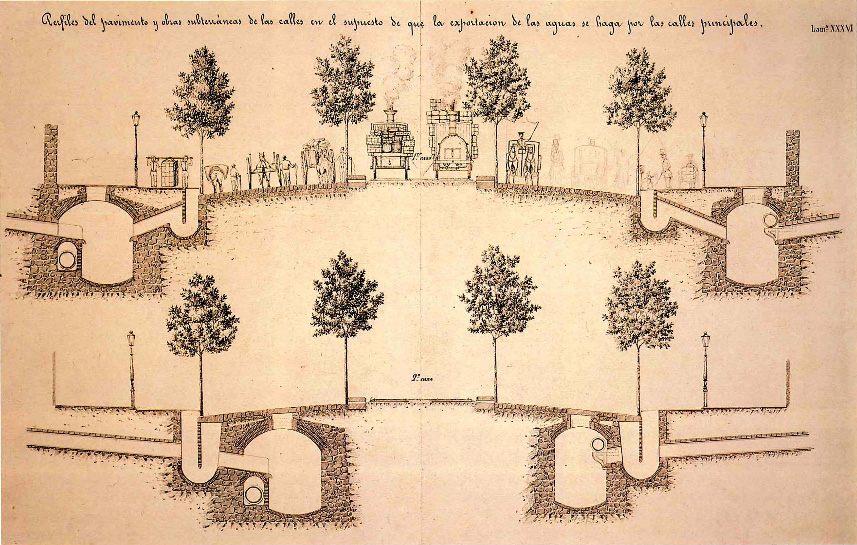
Sezione di una strada ideata da Cerdà, predisposta per accogliere flussi di vario tipo (pedoni, guidatori di carrozze ...) e persino impianti per la distribuzione e lo smaltimento delle acque (visibili in basso)

La città di Barcellona nella seconda metà del XIX secolo era caratterizzata dalla più alta densità abitativa in tutta Europa: il governo centrale, infatti, guardava con sospetto l'ascesa della dinamica borghesia catalana e pertanto dispose il divieto di espandere il costruito al di fuori dell'antica cinta muraria e dei confini della giurisdizione militare. Ne derivò che la quasi totalità della popolazione viveva nel barrio di origine medievale, caratterizzato da una viabilità minuta e frammentata e da un tessuto edilizio talmente compresso da generare inevitabilmente situazioni sociali e igieniche di grande disagio. Questa disastrosa situazione, comune in realtà a tutte le grandi metropoli europee (si pensi alla Parigi pre-haussmanniana), sollecitò il pur restio governo centrale di Madrid a bandire nel 1854 un piano per la riorganizzazione del tessuto edilizio e delle infrastrutture viarie della città catalana. Le risultanze del concorso furono inizialmente favorevoli a Antonio Rovira y Trias, autore di un piano che, strutturando un'espansione della città a raggiera imperniata su più assi viari convergenti verso la Ciutat Vella, concedeva tuttavia ampi spazi alla speculazione edilizia: Cerdà, che si vide ricevere alla fine l'incarico tramite decreto ministeriale, fu invece in grado di pensare l'ampliamento urbano di Barcellona secondo parametri decisamente più moderni.

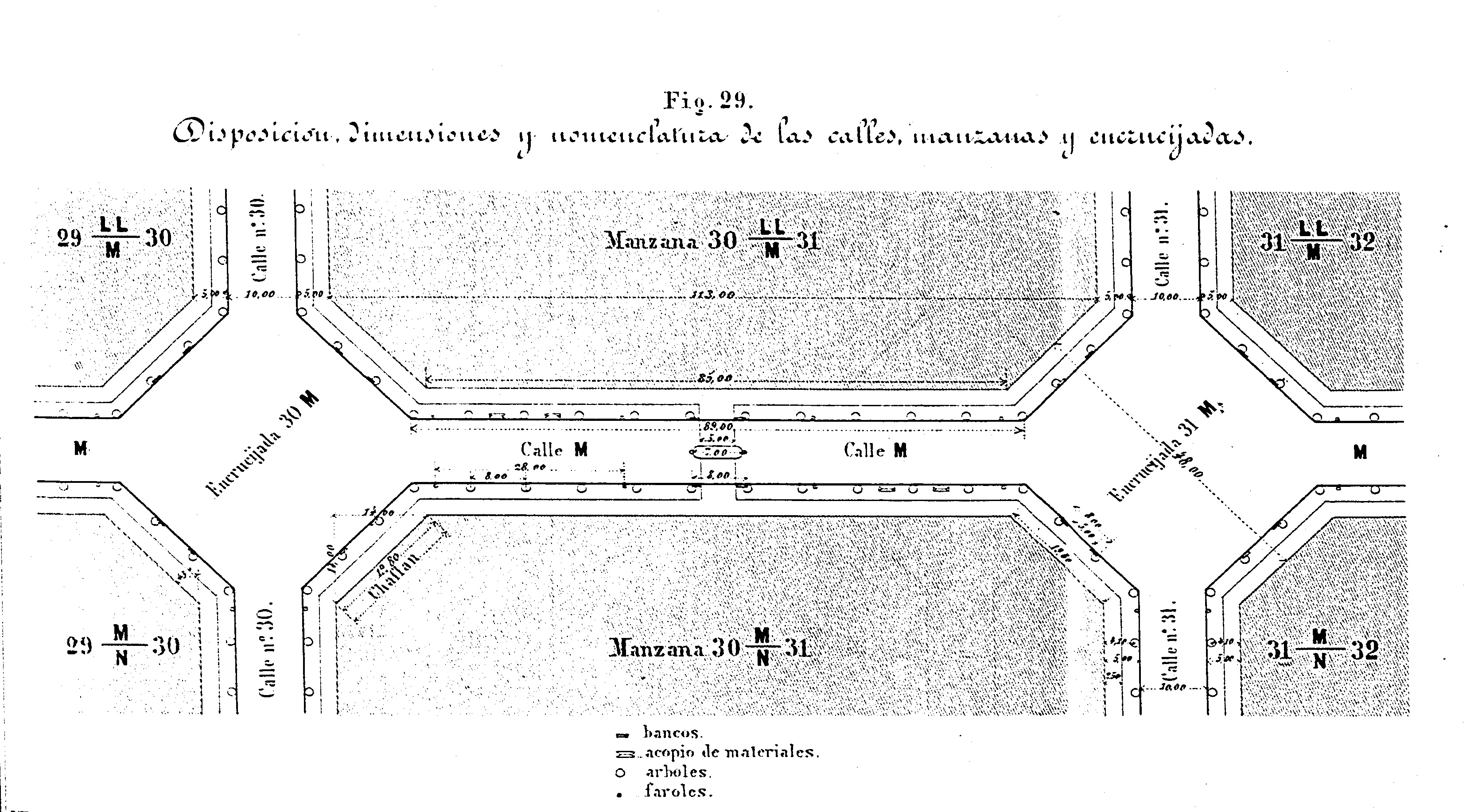
Strada dell'Eixample progettata da Cerdà. Si noti la configurazione poligonale degli incroci e la presenza degli smussi agli angoli degli isolati

Gli strumenti di cui Cerdà si è servito nel suo piano illuminato sono stati un'agevole circolazione urbana e una sostanziale omogeneità nell'intensità d'uso dei suoli. Mettendo in essere quanto teorizzato nella Teoría general de la urbanización Cerdà traduce i concetti strategici di movimento e di stasi - o, in altri termini, garantisce ai nuclei residenziali di Barcellona la riservatezza dell'abitato e la possibilità di socializzare grazie ad una rete viaria efficiente - con la definizione di una scacchiera uniforme di isolati quadrati e strade ortogonalmente disposte tra di loro. L'impianto stradale proposto da Cerdà è infatti costituito da assi viari dalle dimensioni eccezionalmente grandi per l'epoca - ben 20 metri - in grado di soddisfare ogni esigenza di locomozione (pedoni, carrozze, tranvie) che si incrociano in modo perpendicolare e uniforme: si viene dunque a creare un tessuto urbano estremamente rigoroso ma movimentato dalla coerente innervatura di assi viari di gerarchia maggiore (Gran Via de les Corts Catalanes, Avinguda Diagonal, Avinguda del Paral·lel, Passeig de Gràcia, Avinguda Meridiana) che, oltre a connettere il centro cittadino con i nuclei autonomi extra moenia (si pensi, per l'appunto, a Gràcia), riuscivano a vivacizzare la ripetitività della rete grazie alle loro sezioni stradali più estese o, volendo, per via delle loro giaciture, talora diverse dalla rigida ortogonalità della planimetria di base.

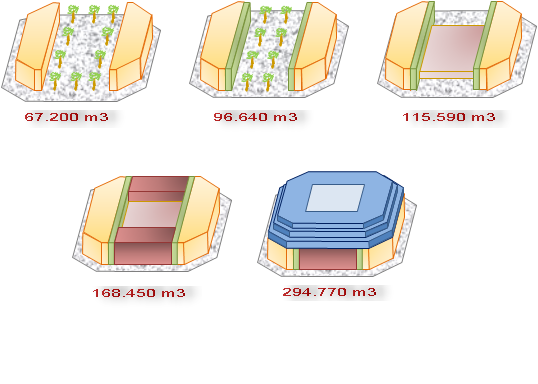
Graficizzazione del processo di densificazione del costruito dell'Eixample.

La maglia uniforme così configurata definisce degli isolati quadrati dagli angoli smussati (allorché ha più senso parlare di ottagoni) dalla lunghezza di 113,33 metri e dalla superficie totale di 12.370 metri quadrati. Cerdà non considerò gli isolati come un semplice residuato urbanistico della maglia stradale, bensì arrivò a conferirgli una pregiata dignità architettonica. Ciò fu possibile grazie all'introduzione di una partizione in lotti dove il costruito sarebbe andato a occupare solo il 35% della superficie dell'isolato, con l'edificazione consentita solo su due o al massimo tre lati e le aree residue destinate per altri scopi o attrezzate a giardino: Cerdà, in questo modo, prevedeva, nonostante la monotonia della griglia viaria, la generazione di un tessuto edilizio estremamente diversificato, considerata l'estrema varietà in pianta degli isolati che si sarebbero venuti ad edificare. Questa revisione delle tipologie edilizie, tuttavia, non ebbe buon esito, in quanto degradò nella speculazione: per incrementare la qualità economica dei singoli lotti, infatti, non si badò a rendere i vari isolati edificabili sui quattro lati e ad incrementare la superficie e la profondità costruibile. Con la chiusura di ciascun fabbricato in sé stesso e l'aumento delle cubature in altezza il piano originario di Cerdà venne malamente mortificato: seppur, come osservato da Aldo Rossi, questo teorema urbano a causa dei suddetti squilibri «fu poco più di un pretesto o di un canovaccio a cui attenersi», l'Eixample - il quartiere che ha preso le mosse da tale tessuto morfologico - continua a prefigurarsi come un interessante repertorio architettonico e urbanistico che, indifferentemente dalla densificazione edilizia che ha avuto luogo, è stato perfettamente in grado di accogliere architetture di qualità, a partire dalle creazioni del maestro catalano Antoni Gaudí.